# Lézert (Dadou)
Der Lézert ist ein kleiner Fluss im Süden Frankreichs, der im Département Tarn der Region Okzitanien, etwas südöstlich der Stadt Albi verläuft.

## Geographie

### Verlauf
Der Lézert entspringt im nördlichen Gemeindegebiet von Teillet, entwässert generell in südwestlicher Richtung, bildet bei Roumégoux den Stausee Retenue de Bancalié und mündet nach rund 16 Kilometern an der südlichen Gemeindegrenze von Terre-de-Bancalié als rechter Nebenfluss in den Dadou. Unterhalb des Stausees bis zu seiner Mündung verläuft der Lézert teilweise im Untergrund.

### Orte am Fluss
(Reihenfolge in Fließrichtung)
- Cuquel, Gemeinde Teillet
- Piquessouques, Gemeinde Teillet
- La Satjairié, Gemeinde Teillet
- Le Trivalou, Gemeinde Terre-de-Bancalié
- Roumégoux, Gemeinde Terre-de-Bancalié
- Trémoulas, Gemeinde Terre-de-Bancalié